# Debbie Cameron
Deborah (Debbie) Cameron (Miami, Florida, 14 de septiembre de 1958) es una cantante estadounidense de origen bahameño que ha desarrollado su carrera musical en Dinamarca.
Su carrera comenzó en 1976, cuando fue galardonada con el premio a la "estudiante más pormetedora" en la The Music School de la Universidad de Miami. En 1978, marchó a Copenhague, donde su madre Etta estaba viviendo.
En 1981 representó a Dinamarca en el Festival de Eurovisión 1981, haciendo dúo con el cantante danés Tommy Seebach. Participaron con la canción "Krøller eller ej" (Con rizos o sin rizos), acabando en 11º puesto con 41 puntos. Debbie Cameron ya actuó con anterioridad en el Festival de Eurovisión fue en 1979, haciendo los coros a Tommy Seebach.

## Discografía

### LP
- New York Date
- Be With Me
- Brief Encounter, dúo, con Richard Boone
- Debbie Cameron
- Maybe We, con la banda Buki Yamaz

### Sencillos
- "Call Me Tonight"
- "Game of My Life"
- "You To Me Are Everything"
- "Glad That's It's Over"
- "So-Le-La"
- "Accepted By Society"
- "Krøller eller ej", (Con rizos o sin rizos) dúo con Tommy Seebach
- "Jeg en gård mig bygge vil" (Quiero construir una granja)
- "I See The Moon"
- "Stuck On You"
- "Copenhagen"
- "Boogie Woogie Rendez-Vous"

### Valentinos
- Disco Dance Party

Voces: Debbie Cameron, Sanne Salomonsen & Michael Elo

### Banda sonora
Banda sonora de la película Den eneste ene (El único)

## Filmografía
Ha participado en la película danesa Hodja fra Pjort de 1985.
También se interpretó a sí misma en la película noruega De Blå Ulvene de 1993.